# Ablabesmyia dusoleili
Ablabesmyia dusoleili es una especie de insecto díptero. Fue descrito por primera vez en 1935 por Maurice Emile Marie Goetghebuer. 
Pertenece al género Ablabesmyia, familia Chironomidae.

## Distribución
Se distribuye por la región afrotropical.